# Solymos vára (Románia)

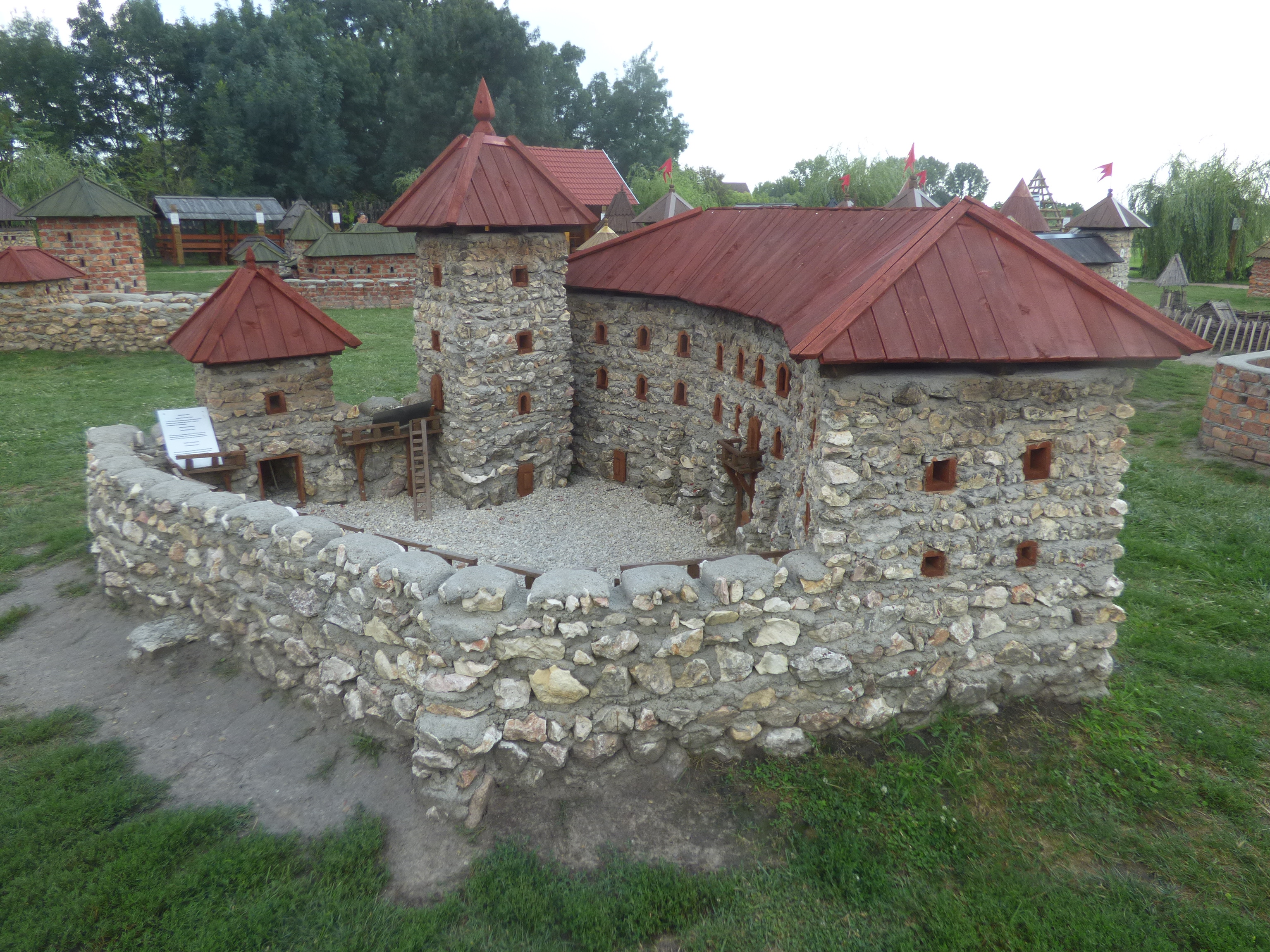
Solymosvár makettje a dinnyési Várparkban

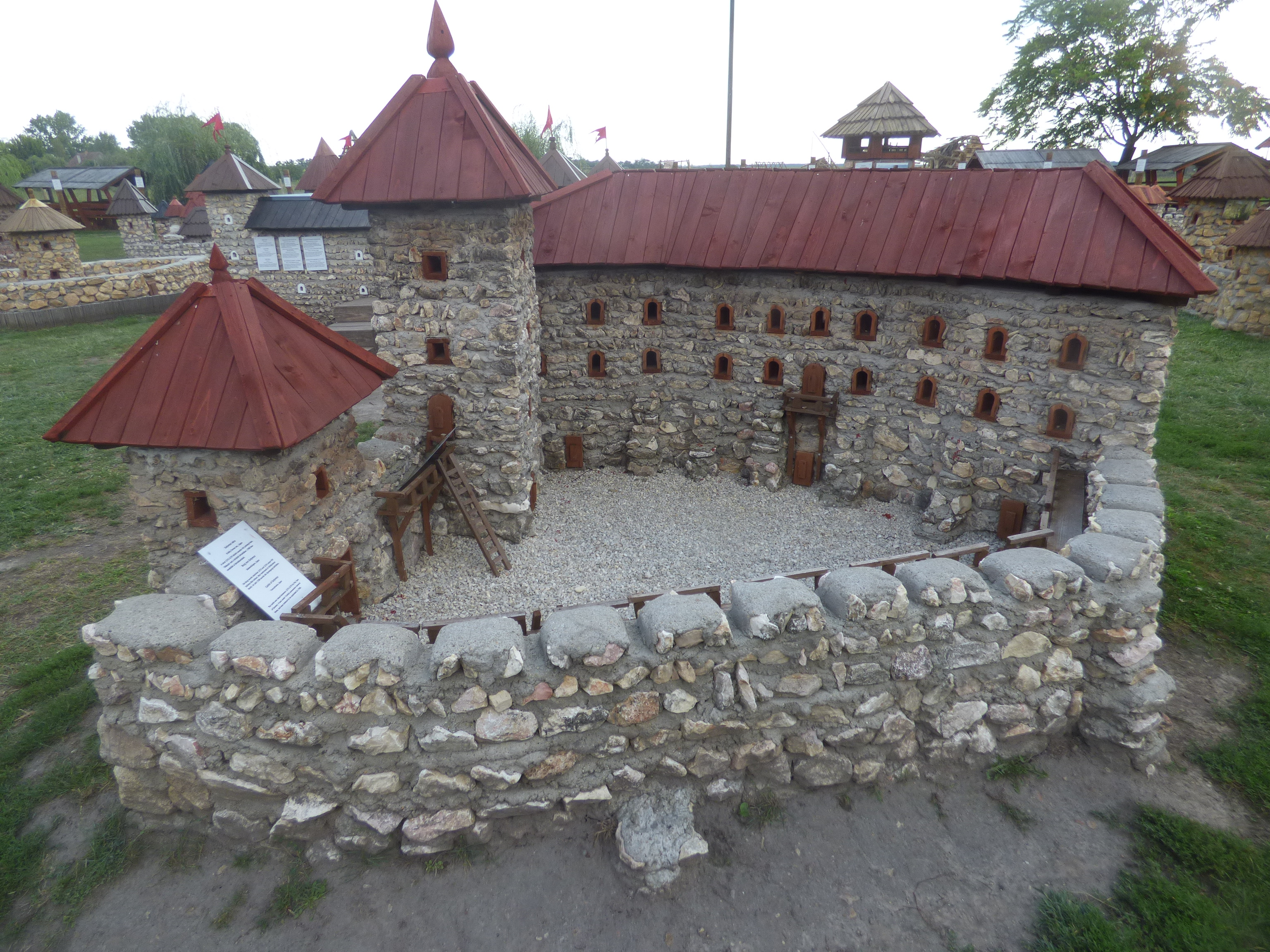
Solymosvár (Lippa) makettje a dinnyési Várparkban

Solymos vára (Șoimuș) műemlék Romániában, Arad megyében. A romániai műemlékek jegyzékében az AR-II-a-A-00618 sorszámon szerepel.

## Története
A várat Pál szörényi bán építtette a tatárjárás után épült; első említése 1278-ból maradt fenn. 1300 körül Kán László erdélyi vajda birtokába került, tőle Károly Róbert foglalta el. Királyi vár volt 1440-ig, amikor I. Ulászló Guthi Országh Mihálynak adományozta. 1456-ban Hunyadi Jánosé lett. 1462-ben Mátyás király vezérének, Giskra Jánosnak adományozta, halála után pedig 1471-ben az újonnan kinevezett aradi főispánnak, az alsólendvai Bánffy családból való alsólendvai Bánffy Miklósnak adta. Tíz év múlva a király visszavette tőle a várat és a tisztséget, egyes források szerint Bánffy hűtlensége miatt, Bonfini viszont azt jegyezte fel, hogy „Mátyás szemet vetett Bánfi szép feleségére, Margit sagani hercegnőre, s midőn a főúr a király elől megszöktette asszonyát, Mátyás haragjában bebörtönöztette és két évig fogva tartotta, Solymost és Lippát pedig a pozsonyi főispánsággal együtt elvette tőle.” A vár következő birtokosa Corvin János lett, halála után pedig özvegye, Frangepáni Beatrix örökölte. A várat második férje, Brandenburgi György őrgróf külföldről hozatott szakemberekkel igazgatta. 
1514-ben Dózsa György serege ostromolta meg a várat. A zsoldosokból álló őrség fellázadt, és Künisch Mátyás káplán – Prantner György alvárnagy ellenkezését figyelmen kívül hagyva – feladta a várat. A 16. század elején a vár fokozatosan elvesztette jelentőségét a lippai vár közelsége miatt. 1552-ben a törökök foglalták el, tőlük 1595-ben Báthory István vezére, Borbély György vette vissza. A fejedelem 1597-ben Jósika István kancellárnak adományozta, de később hűtlenség miatt elkobozta tőle.
Amikor 1602-ben Székely Mózes a tövisi csatában alulmaradt a császári csapatokkal szemben, Solymos várában kapott menedéket. (A várat zálogként birtokolta a Báthory Zsigmondnak adott kölcsön fejében.) Utóbb a várat a temesvári pasának engedte át Kladova váráért cserébe.
A várat 1668-ban foglalták vissza a törököktől, de az ostrom során súlyosan károsodott, és soha nem is javították meg.

## Leírása
A háromszög alaprajzú várat két fal veszi körül, a falakat pedig szárazárok védi. A dél felőli oldalon egy meredek szikla miatt nincs árok. A nyugati oldalon található a kaputorony és az öregtorony, az északi és délkeleti oldalon pedig egy-egy épületszárnyat építettek. Az udvar déli részén áll a lovagterem, mellette a kápolna.